# Крутоярка (Казахстан)
Крутоя́рка (каз. Крутояр) — село у складі Узункольського району Костанайської області Казахстану. Входить до складу Прісногірковського сільського округу.
Населення — 90 осіб (2021; 114 у 2009, 146 у 1999, 193 у 1989).